# Regelmäßige Arbeitsstätte
Regelmäßige Arbeitsstätte  war ein Begriff des deutschen Einkommensteuerrechts und nahm im Bereich der Betriebsausgaben bzw. Werbungskosten eine zentrale Funktion ein. Zum 1. Januar 2014 ist an dessen Stelle der Begriff erste Tätigkeitsstätte getreten (§ 9 Abs. 4 EStG). Die Frage nach der regelmäßigen Arbeitsstätte diente der Ermittlung der Entfernungspauschale, der Abgrenzung von Dienstreise, Einsatzwechseltätigkeit und Fahrtätigkeit und der beruflichen Veranlassung einer doppelten Haushaltsführung oder eines Umzugs.

## Definition
Nach ständiger Rechtsprechung des Bundesfinanzhof war regelmäßige Arbeitsstätte im Sinne des § 9 Abs. 1 Satz 3 Nr. 4 EStG alter Fassung
- jede dauerhafte betriebliche Einrichtung des Arbeitgebers
- die der Arbeitnehmer entweder arbeitstäglich oder wenigstens nachhaltig, fortdauernd und immer wieder aufsucht.

Ob ein Arbeitnehmer eine regelmäßige Arbeitsstätte innehatte, richtete sich nicht danach, welche Tätigkeit er an dieser Arbeitsstätte im Einzelnen wahrnahm oder welches konkrete Gewicht dieser Tätigkeit zukam. Wo der Mittelpunkt der dauerhaft angelegten beruflichen Tätigkeit lag, bestimmte sich nicht nach zeitlichen oder qualitativen Merkmalen einer wie auch immer gearteten Arbeitsleistung. Entscheidend war, ob ein Arbeitnehmer den Betriebssitz des Arbeitgebers oder sonstige ortsfeste dauerhafte betriebliche Einrichtungen, denen er zugeordnet war, nicht nur gelegentlich, sondern mit einer gewissen Nachhaltigkeit, also fortdauernd und immer wieder aufsuchte.
Nachhaltigkeit wurde mit 1-mal wöchentlich oder mehr als 46-mal (52 Wochen abzüglich 6 Wochen Urlaub) im Jahr definiert.

## Einzelfragen
Regelmäßige Arbeitsstätte war der ortsgebundene Mittelpunkt der dauerhaft angelegten beruflichen Tätigkeit des Arbeitnehmers, unabhängig davon, ob es sich um eine Einrichtung des Arbeitgebers handelte (Punkt 9.4 Abs. 3 LStR 2008). Auch ein Arbeitnehmer mit ständig wechselnden Tätigkeitsstätten, der den Betrieb des Arbeitgebers mit einer gewissen Nachhaltigkeit anfuhr, um von dort weiter zur Einsatzstelle zu fahren oder befördert zu werden, begründete im Betrieb des Arbeitgebers eine regelmäßige Arbeitsstätte.

## Rechtsfolgen
An die regelmäßige Arbeitsstätte waren u. a. diese Rechtsfolgen geknüpft:
- die Kosten für Fahrten zwischen Wohnung und Arbeitsstätte konnten über die Entfernungspauschale als Werbungskosten geltend gemacht werden,
- die Tätigkeit, die außerhalb der Wohnung und außerhalb der regelmäßigen Arbeitsstätte ausgeübt wurde, wurde als Dienstreise bezeichnet,
- die Tätigkeit, die ausgeübt wird, ohne dass eine regelmäßige Arbeitsstätte genutzt wurde, wurde als Einsatzwechseltätigkeit bezeichnet,
- eine doppelte Haushaltsführung, die begründet wurde, um die Entfernung zur regelmäßigen Arbeitsstelle zu verringern, war beruflich bedingt,
- ein Wohnungswechsel, der durchgeführt wurde, um die Entfernung zur regelmäßigen Arbeitsstätte maßgeblich zu verkürzen, war beruflich bedingt und die Umzugskosten damit Werbungskosten.